# Kryptotenior
Kryptotenior (Cryptotaenia) är ett släkte i familjen flockblommiga växter.

## Arter
Släktet har sex eller sju accepterade arter:
- Cryptotaenia africana (Hook.f.) Drude
- Cryptotaenia calycina C.C.Towns.
- Cryptotaenia canadensis (L.) DC.
- Cryptotaenia flahaultii (Woronow) Koso-Pol.
- Cryptotaenia japonica Hassk.
- Cryptotaenia polygama C.C.Towns.

I Catalogue of Life anges även Cryptotaenia thomasii som en giltig art; denna kallas i Plants of the World Online och World Flora Online för Lereschia thomasii.